# Madona Partisan de Minsk

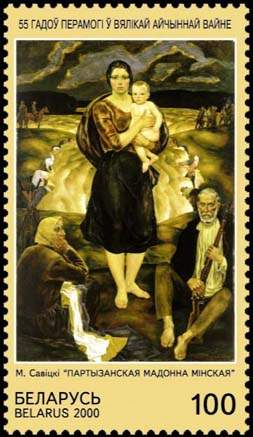
Madona Partisan de Minsk em um selo postal bielorrusso, 2000

A Madona Partisan de Minsk (Bielorrusso: Партызанская Мадонна Мінская) é uma pintura do artista bielorrusso Mikhail Savicki, completada em 1978 e precedida pela obra similar, A Madona Partisan de 1967. O quadro é inspirado na Madona Sistina de Rafael Sanzio e reflete a maternidade e o meio social dos partisans soviéticos durante a Segunda Guerra Mundial. A obra é considerada pelos críticos de arte como uma das melhores pinturas bielorrussas do século XX. A Madona Partisan de Minsk faz parte do acervo do Museu Nacional de Artes da Bielorrússia em Minsk.